# Rhyphelia amrishi
Espèce
Synonymes
- Soesilarishius amrishi Makhan, 2007

Rhyphelia amrishi est une espèce d'araignées aranéomorphes de la famille des Salticidae.

## Distribution
Cette espèce se rencontre au Suriname et au Brésil au Pará et en Amazonas,.

## Description
Le mâle holotype mesure 3,1 mm.
Le mâle décrit par  en mesure 3,02 mm et la femelle 3,82 mm.

## Systématique et taxinomie
Cette espèce a été décrite sous le protonyme Soesilarishius amrishi par Makhan en 2007. Elle est placée dans le genre Rhyphelia par Nobre et Ruiz en 2024.

## Étymologie
Cette espèce est nommée en l'honneur d'Amrish Makhan. 

## Publication originale
- Makhan, 2007 : « Soesiladeepakius aschnae gen. et sp. nov. and Soesilarishius amrishi gen. et sp. nov. from Suriname (Araneae: Salticidae). » Calodema Supplementary Paper, no 60, p. 1-8 (texte intégral).